# El candidato (película de 1972)
El candidato es una película estadounidense de tema político de 1972, dirigida por Michael Ritchie, con guion de Jeremy Larner, y ganadora de un Óscar al mejor guion original en el año 1973.

## Argumento
Cuando Crocker Jarmon (Don Porter), en el año 1972, está en camino de ser reelegido, otro candidato está empezando a aprender la verdad sobre el mundo de la política. Este es un hombre joven, abogado e idealista, que se permite decir lo que piensa, ya que sabe que no tiene ninguna oportunidad de ser elegido.

## Reparto
- Robert Redford - Bill McKay
- Peter Boyle - Marvin Lucas
- Melvyn Douglas - John J. McKay, antiguo gobernador de California
- Don Porter - Senador Crocker Jarmon
- Allen Garfield - Howard Klein
- Karen Carlson - Nancy McKay
- Quinn K. Redeker - Rich Jenkin
- Morgan Upton - Wally Henderson
- Michael Lerner - Paul Corliss
- Kenneth Tobey - Floyd J. Starkey
- Natalie Wood - ella misma
- Chris Prey - David
- Joe Miksak - Neil Atkinson
- Jenny Sullivan - Lynn

- Datos: Q500672